# Солфорд Сити
«Со́лфорд Си́ти» (полное название — Футбольный клуб «Солфорд Сити»; англ. Salford City Football Club, английское произношение: [ˈsɔːlfərd ˈsɪtɪ 'futbɔ:l klʌb]) — английский профессиональный футбольный клуб из Солфорда, Большой Манчестер. В сезоне 2017/18 клуб стал чемпионом Северной Национальной лиги (шестом дивизионе английских лиг). Сезон 2018/19 провёл в Национальной лиге, пятом по значимости дивизионе в системе футбольных лиг Англии. В сезоне 2018/19 занял 3-е место в Национальной лиге, вышел в плей-офф и выиграл его, обеспечив себе выход в Лигу 2.
Выступает в Лиге 2, четвёртом по значимости дивизионе в системе футбольных лиг Англии.

## История
Клуб был основан в 1940 году под названием «Солфорд Сентрал» (англ. Salford Central). В 1963 году вступил в Лигу Манчестера и изменил название на «Солфорд Эметерз» (англ. Salford Amateurs). В 1970-е годы клуб добился локальных успехов, выиграв Любительский кубок Ланкашира в 1973, 1975 и 1977 годах, а также множество местных кубков Манчестера.
К концу 1970-х годов клубный стадион, «Мур Лейн», пришёл в плачевное состояние: на главной трибуне были трещины и не было крыши, футбольное поле было в плохом состоянии. Игроки и руководство команды приняли решение о его реставрации. После завершения работ стадион привели в надлежащий вид и клуб даже получил право выступать в Лиге Чешира в 1980 году. Когда в 1982 году слиянием Комбинации Ланкашира и Лиги Чешира была создана Лига северо-западных графств, «Солфорд» начал выступать в этом турнире.
В 1989 году «Солфорд» сыграл в финале Премьер-кубка Манчестера на стадионе «Олд Траффорд». В том же году на «Мур Лейн» были установлены прожектора, а сам клуб поменял название, став называться «Солфорд Сити». В 1990 году клуб отметил свой 50-летний юбилей, впервые сыграв в Кубке Англии и получив общенациональную известность, появившись в телепередаче BBC Road to Wembley.
Под руководством бывшего игрока «Манчестер Юнайтед» Билли Гартона в сезоне 1992/93 «Солфорд» занял 9-е место в Первом дивизионе Лиги северо-западных графств, что стало лучшим результатом команды в 1990-е годы. В сезоне 2001/02 «Солфорд Сити» занял 3-е место в лиге. В сезоне 2004/05 клуб дошёл до 3 раунда Вазы Футбольной ассоциации, а в следующем сезоне добрался до третьего квалификационного раунда Кубка Англии, а также выиграл Кубок Лиги северо-западных графств, обыграв в финале «Кэммелл Лэрд». В сезоне 2006/07 «Солфорд Сити» занял 4-е место в лиге.
В сезоне 2007/08 в истории «Солфорд Сити» занял в лиге 2-е место, завоев право выхода в Первый северный дивизион Северной Премьер-лиги, восьмой уровень системы футбольных лиг. С 2008 по 2014 год клуб выступал в этом дивизионе.
В марте 2014 года в прессе появилась информация о покупке клуба бывшими игроками «Манчестер Юнайтед» Райаном Гиггзом, Гари Невиллом, Филом Невиллом, Полом Скоулзом и Ники Баттом. Сделка должна была состояться летом того же года в случае её одобрения Футбольной ассоциацией и Северной Премьер-лигой. В июле сделка была завершена, а новые владельцы присутствовали на всех тренировках «Солфорд Сити» в июле 2014 года. Тогда же Райан Гиггз заявил, что владельцы клуба ставят целью выход клуба в Чемпионшип в течение последующих 15 лет. Перед началом сезона 2014/15 клуб объявил о проведении товарищеского матча против команды «класса 92 года», в которую вошли все пятеро новых владельцев клуба. За команду «Класс 92» сыграли, помимо Гиггза, братьев Невиллов, Скоулза и Батта, Робби Сэвидж, Раймонд ван дер Гау, Джон О’Кейн, Томаш Кушчак, Микаэль Сильвестр, Квинтон Форчун, Дэвид Мэй и Бен Торнли; «Солфорд» выиграл этот матч со счётом 5:1, а единственный гол за «Класс 92» забил Гиггз. В сентябре 2014 года владельцы клуба объявили, что согласились продать 50 % акций клуба сингапурскому миллиардеру Питеру Лиму, который является владельцем «Валенсии».

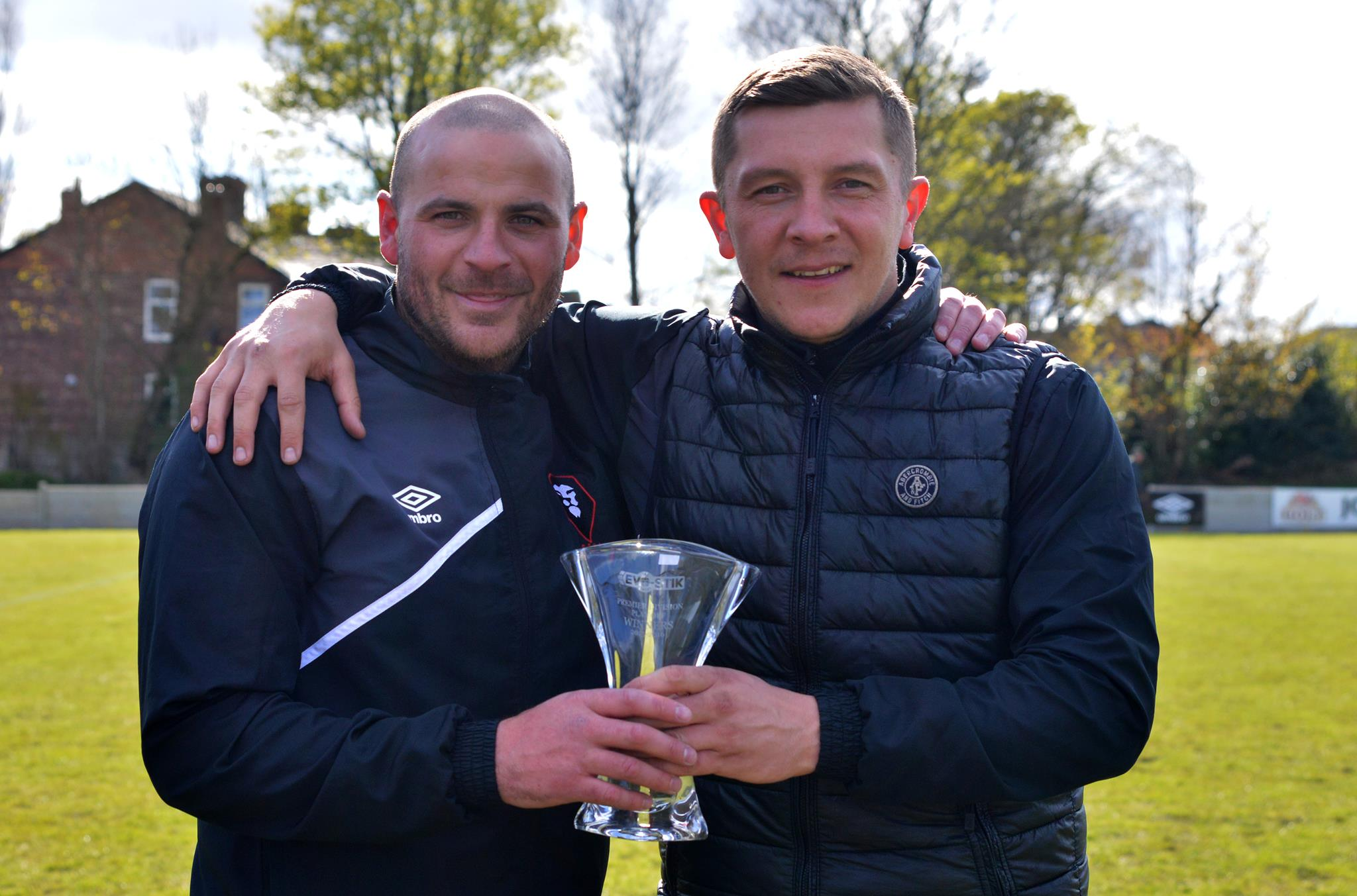
Бернард Морли (слева) и Энтони Джонсон были назначены главными тренерами клуба в январе 2015 года

По итогам сезона 2014/15 «Солфорд Сити» набрал 95 очков, став чемпионом Первого северного дивизиона Северной Премьер-лиги и обеспечив себе выход в Премьер-дивизион Северной Премьер-лиги.
В сезоне 2015/16 клуб обыграл «Ноттс Каунти» в первом раунде Кубка Англии, но уступил в переигровке второго раунда клубу «Хартлпул Юнайтед». В том же сезоне команда заняла 3-е место в лиге, что давало право сыграть в плей-офф за выход в Национальную лигу. В полуфинале плей-офф «Солфорд» обыграл «Аштон Юнайтед», а в финале одержал победу над «Уоркингтоном». Эта победа гарантировала «Солфорд Сити» выход в Северную Национальную лигу, 6-й дивизион в системе футбольных лиг Англии и наивысшую лигу за всю 76-летнюю историю существования клуба.
21 апреля 2018 года «Солфорд Сити» стал чемпионом Северной национальной лиги сезона 2017/18 и обеспечил себе выход в Национальную лигу, пятый дивизион в системе футбольных лиг Англии и наивысшую лигу за всю 77-летнюю историю существования клуба. 8 мая 2018 года было объявлено, что Энтони Джонсон и Бернард Морли покинут пост главных тренеров клуба. 14 мая новым главным тренером «Солфорд Сити» стал Грэм Александер.
23 января 2019 года BBC Sport сообщил, что Дэвид Бекхэм приобретёт 10 % акций «Солфорд Сити», увеличив долю «класса 92» во владении клубом до 60 %.

## Клубные цвета и форма
Клуб выступает в футболках красного и белого цветов. До смены собственников команды в 2014 году клуб играл в форме мандаринового и чёрного цветов, а ещё раньше играл в формах мандаринового c белым и полностью тёмно-синего цветов. Логотип клуба изменился в 2014 году, но на нём, как и ранее, изображён лев, национальный символ Англии. Старый логотип клуба также включал прозвище the Ammies (сокращение от Amateurs).

### Форма

#### Домашняя
| 2020/21 | 2021/22 | 2023/24 | 2024/25 |

#### Гостевая
| 2020/21 | 2021/22 | 2023/24 | 2024/25 |

#### Резервная
| 2020/21 | 2021/22 | 2023/24 |

Источники:,

### Экипировка и спонсоры
Согласно:
| Период     | Экипировка | Титульный спонсор        |
| ---------- | ---------- | ------------------------ |
| 2006—2007  | ProStar    | ArcelorMittal            |
| 2007—2008  | ProStar    | Avis Steel               |
| 2008—2009  | ProStar    | ArcelorMittal            |
| 2009—2010  | ProStar    | 1010 Taxis               |
| 2010—2011  | Lotto      | 1010 Taxis               |
| 2011—2013  | Stanno     | 1010 Taxis               |
| 2013—2014  | SK Kits    | Champion Insurance Group |
| 2014—2015  | Carbrini   | Champion Insurance Group |
| 2015—2017  | Umbro      | LED Hut                  |
| 2017—2019  | Umbro      | Soccer Saturday Super6   |
| 2019—2020  | Kappa      | Soccer Saturday Super6   |
| 2020—2022  | Kappa      | TalkTalk Group           |
| 2022—н. в. | Castore    | TalkTalk Group           |

## Последние сезоны
| Год     | Лига                                | Уров. | И  | В  | Н  | П  | МЗ | МП  | РМ  | О  | Место                                                 | Бомбардир            | Голы | Кубок Англии  | Кубок лиги | Трофей ФА     | Трофей АФЛ     | Посещаемость |
| ------- | ----------------------------------- | ----- | -- | -- | -- | -- | -- | --- | --- | -- | ----------------------------------------------------- | -------------------- | ---- | ------------- | ---------- | ------------- | -------------- | ------------ |
| 2007/08 | Див. 1 Лиги северо-западных графств | 9     | 38 | 26 | 6  | 6  | 75 | 35  | +40 | 84 | 2-е из 20 Вышли в дивизион выше                       |                      |      | предв. раунд  | —          | —             | —              | н/д          |
| 2008/09 | Див. 1 Север Северной Премьер-лиги  | 8     | 40 | 10 | 6  | 24 | 59 | 107 | −48 | 36 | 20-е из 21                                            |                      |      | 2 квал. раунд | —          | 1 квал. раунд | —              | н/д          |
| 2009/10 | Див. 1 Север Северной Премьер-лиги  | 8     | 42 | 16 | 8  | 18 | 63 | 74  | −11 | 56 | 11-е из 22                                            |                      |      | 3 квал. раунд | —          | 3 квал. раунд | —              | н/д          |
| 2010/11 | Див. 1 Север Северной Премьер-лиги  | 8     | 44 | 17 | 11 | 16 | 68 | 73  | −5  | 62 | 12-е из 23                                            |                      |      | 1 квал. раунд | —          | предв. раунд  | —              | н/д          |
| 2011/12 | Див. 1 Север Северной Премьер-лиги  | 8     | 42 | 14 | 10 | 18 | 69 | 71  | −2  | 52 | 13-е из 22                                            |                      |      | предв. раунд  | —          | 2 квал. раунд | —              | н/д          |
| 2012/13 | Див. 1 Север Северной Премьер-лиги  | 8     | 42 | 11 | 13 | 18 | 65 | 79  | −14 | 46 | 16-е из 22                                            |                      |      | 2 квал. раунд | —          | предв. раунд  | —              | 117          |
| 2013/14 | Див. 1 Север Северной Премьер-лиги  | 8     | 42 | 15 | 7  | 20 | 68 | 80  | −12 | 52 | 12-е из 22                                            | Марк Баттерсби       | 11   | предв. раунд  | —          | предв. раунд  | —              | 138          |
| 2014/15 | Див. 1 Север Северной Премьер-лиги  | 8     | 42 | 30 | 5  | 7  | 92 | 42  | +50 | 95 | 1-е из 22 Вышли в дивизион выше                       | Гарет Седдон         | 24   | 2 квал. раунд | —          | предв. раунд  | —              | 383          |
| 2015/16 | Северная Премьер-лига               | 7     | 46 | 27 | 9  | 10 | 94 | 48  | +46 | 90 | 3-е из 24 Вышли в дивизион выше                       | Дэнни Уэббер         | 16   | 2 раунд       | —          | 1 квал. раунд | —              | 703          |
| 2016/17 | Северная Национальная лига          | 6     | 42 | 22 | 11 | 9  | 79 | 44  | +35 | 77 | 4-е из 22 Проиграли в полуфинале плей-офф             | Майк Феникс          | 15   | 3 квал. раунд | —          | 3 квал. раунд | —              | 1430         |
| 2017/18 | Северная Национальная лига          | 6     | 41 | 27 | 7  | 7  | 76 | 45  | +31 | 88 | 1-е из 22 Вышли в дивизион выше                       | Джек Редшо           | 17   | 2 квал. раунд | —          | 3 квал. раунд | —              | 1626         |
| 2018/19 | Национальная лига                   | 5     | 46 | 25 | 10 | 11 | 77 | 45  | +32 | 85 | 3-е из 24 Вышли в дивизион выше (победитель плей-офф) | Адам Руни            | 21   | 1 раунд       | —          | 3 раунд       | —              | 2509         |
| 2019/20 | Лига 2 Английской футбольной лиги   | 4     | 37 | 13 | 11 | 13 | 49 | 46  | +3  | 50 | 11-е из 24                                            | Адам Руни            | 8    | 1 раунд       | 1 раунд    | —             | Чемпион        | 2997         |
| 2020/21 | Лига 2 Английской футбольной лиги   | 4     | 46 | 19 | 14 | 13 | 54 | 34  | +20 | 71 | 8-е из 24                                             | Иан Хендерсон        | 17   | 2 раунд       | 2 раунд    | —             | 2 раунд        | 0            |
| 2021/22 | Лига 2 Английской футбольной лиги   | 4     | 46 | 19 | 13 | 14 | 60 | 46  | +14 | 70 | 10-е из 24                                            | Брандон Томас-Асанте | 11   | 2 раунд       | 1 раунд    | —             | групповой этап | 2152         |
| 2022/23 | Лига 2 Английской футбольной лиги   | 4     | 46 | 22 | 9  | 15 | 72 | 54  | +18 | 75 | 7-е из 24                                             | Конор Макэлени       | 9    | 1 раунд       | 1 раунд    | —             | четвертьфинал  | 2427         |
| 2023/24 | Лига 2 Английской футбольной лиги   | 4     | 46 | 13 | 12 | 21 | 66 | 82  | −16 | 51 | 20-е из 24                                            | Мэтт Смит            | 14   | 1 раунд       | 3 раунд    | —             | групповой этап | 2714         |

### Сезон 2024/25
| Поз | Команда           | И  | В  | Н  | П  | МЗ | МП | РМ  | О  | Повышение, квалификация или выбывание |
| --- | ----------------- | -- | -- | -- | -- | -- | -- | --- | -- | ------------------------------------- |
| 5   | Уимблдон (П/О, П) | 46 | 20 | 13 | 13 | 56 | 35 | +21 | 73 | Квалификация в плей-фф                |
| 6   | Ноттс Каунти      | 46 | 20 | 12 | 14 | 68 | 49 | +19 | 72 | Квалификация в плей-фф                |
| 7   | Честерфилд        | 46 | 19 | 13 | 14 | 73 | 54 | +19 | 70 | Квалификация в плей-фф                |
| 8   | Солфорд Сити      | 46 | 18 | 15 | 13 | 64 | 54 | +10 | 69 |                                       |
| 9   | Гримсби Таун      | 46 | 20 | 8  | 18 | 61 | 67 | −6  | 68 |                                       |
| 10  | Колчестер Юнайтед | 46 | 16 | 19 | 11 | 52 | 47 | +5  | 67 |                                       |
| 11  | Бромли            | 46 | 17 | 15 | 14 | 64 | 59 | +5  | 66 |                                       |

## Достижения
- Национальная лига
  - Победитель плей-офф: 2018/19
- Северная Национальная лига
  - Победитель: 2017/18
- Премьер-дивизион Северной Премьер-лиги
  - Победитель плей-офф: 2015/16
- Первый дивизион (север) Северной Премьер-лиги
  - Победитель: 2014/15
- Премьер-дивизион Лиги северо-западных графств
  - Второе место: 2007/08
- Трофей Английской футбольной лиги
  - Победитель: 2019/20
- Премьер-кубок Манчестера
  - Победитель (2): 1977/78, 1978/79
  - Финалист (3): 1989/90, 2001/02, 2012/13
- Кубок Лиги северо-западных графств
  - Победитель: 2005/06